# 国際連合事務総長
国際連合事務総長（こくさいれんごうじむそうちょう、英語: Secretary-General of the United Nations、UNSGと略称される、フランス語: Secrétaire général des Nations unies）は、国際連合の6つの主要機関のうちの一つである国際連合事務局の代表である。事務局及び事務総長の役割は国際連合憲章第15章（第97条から第101条まで）に規定されている。ただし事務総長の能力・選考方法・在職期間には解釈の余地があり、慣習的に定められている。

## 概要
事務総長の任務は国際連合内部の組織運営をめぐるものと加盟国における紛争などに際しての調停や国際連合が扱う諸問題についての発言などの両方が含まれる。位の位置付けとしては最も立場が高いとされ、国際連合の最高職に位置する。
その多忙さから世界で最も困難な仕事と形容される。初代事務総長のトリグブ・リーは、1953年4月9日に次期事務総長となるダグ・ハマーショルドをアイドルワイルド空港（現・ジョン・F・ケネディ国際空港）で迎えた際に、ハマーショルドに事務総長の職を「世界で最も困難な仕事」と紹介している。

## 選出と任命
事務総長は国際連合憲章の規定するところにより、安全保障理事会の推薦（勧告）を受けて総会によって任命される。勧告は安全保障理事会からのものでなければならないため、常任理事国は指名に対して拒否権を行使することができる。
事務総長になれる者の資格について国際連合憲章に規定は無いが、それまでの選考の前例に基づいた非公式な選考資格が設定されている。それによれば、事務総長の候補者は常任理事国の国民であってはならない。1997年の総会決議51/241では事務総長の「最良の候補者」の選考において、選考される者の出身地域（大陸）と性別の平等に考慮すべきであるとしている:5が、これまでに女性が事務総長になったことは無い。出身地域については前任の事務総長と同じ出身地域から選出された例は、第2代のダグ・ハマーショルドと第7代のコフィー・アナンのみである。これまでに任命された者は全てキャリア外交官だった。
安全保障理事会における次期事務総長の選考プロセスは不透明で、しばしばローマ教皇のコンクラーベと比較される。1981年以降安全保障理事会では次期事務総長を選定するための非公式な調査や投票を行ってきた。安全保障理事会は最終候補者の選定後、総会に勧告して承認を求める。これまでに総会で否認された候補者は1度もいない。安保理で異議が出たにもかかわらず総会の投票にかけられたのは、1950年の一度だけである。
第8代の潘基文までは安全保障理事会の非公開会合のみで候補者が推挙されてきた経緯があり、批判も少なからずあった。この為2016年末で任期満了となって退任する潘の後継を決定するに当たっては、安全保障理事会が最終候補者を推挙する事そのものは変わらないものの、国際連合発足以来初めて事前に立候補者を公募し、2016年4月に候補者全員が出席して行われる公聴会を開催して手続きの透明性を高めた。この手続きで選ばれた最初の人物が、第9代で現任のアントニオ・グテーレスである。ただし安全保障理事会での最終的な候補者の決定は非公開で行われ、これまでの選出と同じプロセスを踏襲したため、総会議長は「加盟国の期待に応えておらず、開放性と透明性という新たな基準にも対応していない」と苦言を呈した。

## 任期
事務総長の任期の規定も国際連合憲章には無いが、1971年以降の全ての事務総長は5年の任期で任命されている。1961年以降の全ての事務総長が2期目の選考を受けており、1996年の選考でアメリカに拒否権を行使されたブトロス・ブトロス＝ガーリ以外は2期目の再選を受けている。2期までという任期制限が非公式に設けられているが、これは1981年の選出で中国がクルト・ヴァルトハイムの3期目の選出に過去最多の16回の拒否権を投じたことを受けて制定されたものである。1981年以降3期目の就任を目指そうとした事務総長はいない。なお、第3代のウ・タントの在任期間（事務総長代理の期間を含む）は歴代事務総長の中で唯一10年を超えているが、これは2期目の途中で任期を暦年に合わせて1月1日から12月31日までとすることになったためである。

## 権限と義務
事務総長の役割は提唱者・外交官・公務員・最高経営責任者（CEO）のそれぞれの機能と責任を組み合わせたものと説明されている。国際連合憲章では事務総長を国際連合の「最高行政責任者」（chief administrative officer）に指定し、事務総長に他の国際連合機関から委託された機能を実行することを認めている。国際連合憲章は事務総長に対し、国際平和と安全の維持を脅かす可能性があるとの見解を示すあらゆる事項を安全保障理事会に報告する権限を与えている。これらの規定は事務総長が自らの選択・技能・状況に応じて様々な役割を果たすことができるよう、事務総長に対して幅広い自由度を与えていると解釈されている。
事務総長の日常的な職務には以下のものなどがある。
- 事務局の活動と職務を監督すること
- 国際連合機関の会合に出席すること
- 世界の指導者・政府高官・その他の利害関係者と協議すること
- 世界各地を訪問して世界の有権者と関わり、特定の国際問題に注意を喚起すること[12]。

また、事務総長は国際連合の活動に関する年次報告書を発行する。年次報告書には国際連合の活動の評価と今後の優先事項の概要が含まれている。事務総長は国際連合システム事務局長調整委員会（CEB）の議長を務める。これは全ての国際連合基金・プログラム・専門機関の代表で構成される年2回の会合で、国際連合機関が直面している実質的・管理的な問題について議論する。
事務総長の権限の多くは、国際連合憲章などの成文法に無い非公式のものであり、事務総長個人の解釈に委ねられている。歴代の事務総長の中には活動的な役割を選択した者もいれば、技術的・管理的な役割を選択した者もいる。事務総長はしばしば、加盟国間の紛争や問題の調停（good office）を行う。事務総長が行う調停は「国際紛争の発生・エスカレート・拡大を防ぐために独立性・公平性・誠実性を活かして、公私に渡って行われる措置」である。その結果として事務総長は「世界で最も目に見えるすばらしい講壇」や「世界の司会者」などと表現されてきた。例としては、中東戦争の休戦を推進したダグ・ハマーショルド、イラン・イラク戦争の停戦交渉を行ったハビエル・ペレス＝デ＝クエヤル、キューバ危機の緩和におけるウ・タントの役割などが挙げられる。

## 公邸
事務総長の公邸はニューヨークのマンハッタン区サットンプレイス3番地にあるタウンハウスである。この建物は1921年に慈善家のアン・モーガンのために建てられ、1972年に国際連合に寄贈された。

## 事務総長の一覧
| 代 | 事務総長                                                              | 事務総長                      | 出身国地域グループ                       | 在任期間                      | 在任期間    | 備考                                 |
| -- | --------------------------------------------------------------------- | ----------------------------- | ---------------------------------------- | ----------------------------- | ----------- | ------------------------------------ |
| － | グラッドウィン・ジェブ Hubert Miles Gladwyn Jebb                      |                               | イギリス西ヨーロッパ・その他グループ     | 1945年10月24日 - 1946年2月1日 | 100日       | 事務総長代行 （設立委員会 事務局長） |
| 1  | トリグブ・リー Trygve Halvdan Lie                                     |                               | ノルウェー西ヨーロッパ・その他グループ   | 1946年2月1日 - 1952年11月10日 | 6年 + 283日 |                                      |
| 2  | ダグ・ハマーショルド Dag Hjalmar Agne Carl Hammarskjöld               |                               | スウェーデン西ヨーロッパ・その他グループ | 1953年4月10日 - 1961年9月18日 | 8年 + 161日 | 在任中に事故死。                     |
| － | ウ・タント U Thant သန့်                                                 |                               | ビルマ連邦アジア太平洋グループ           | 1961年11月30日 - 1962年1月1日 | 32日        | 事務総長代行                         |
| 3  | ウ・タント U Thant သန့်                                                 | 1962年1月1日 - 1971年12月31日 | ビルマ連邦アジア太平洋グループ           | 9年 + 364日                   |             |                                      |
| 4  | クルト・ヴァルトハイム Kurt Josef Waldheim                            |                               | オーストリア西ヨーロッパ・その他グループ | 1972年1月1日 - 1981年12月31日 | 9年 + 364日 |                                      |
| 5  | ハビエル・ペレス＝デ＝クエヤル Javier Pérez de Cuéllar y de la Guerra |                               | ペルーラテンアメリカ・カリブ海グループ   | 1982年1月1日 - 1991年12月31日 | 9年 + 364日 |                                      |
| 6  | ブトロス・ブトロス＝ガーリ Boutros Boutros-Ghali بطرس بطرس غالي       |                               | エジプトアフリカグループ                 | 1992年1月1日 - 1996年12月31日 | 4年 + 365日 |                                      |
| 7  | コフィー・アナン Kofi Atta Annan                                      |                               | ガーナアフリカグループ                   | 1997年1月1日 - 2006年12月31日 | 9年 + 364日 |                                      |
| 8  | 潘基文（パン・ギムン） Ban Ki-moon 반기문                             |                               | 韓国アジア太平洋グループ                 | 2007年1月1日 - 2016年12月31日 | 9年 + 365日 |                                      |
| 9  | アントニオ・グテーレス António Guterres                               |                               | ポルトガル西ヨーロッパ・その他グループ   | 2017年1月1日 - （現職）       | 8年 + 172日 |                                      |

- 第2代のハマーショルドは在任中に事故死した。次のウ・タントは事務総長代理を務め、1962年1月1日から正式に事務総長になった。
- 第4代のヴァルトハイムは3期目を目指していたが、中国の拒否権発動により2期で退任。
- 第6代のブトロス・ガーリは2期目を目指していたが、アメリカの拒否権発動により1期で退任。

## 記録
- 最年長就任記録：69歳1か月 - ブトロス・ブトロス＝ガーリ
- 最年少就任記録：47歳8か月 - ダグ・ハマーショルド[注釈 2]